# Euplexia venosa
Euplexia venosa är en fjärilsart som beskrevs av Moore 1882. Euplexia venosa ingår i släktet Euplexia och familjen nattflyn. Inga underarter finns listade i Catalogue of Life.